# Arch Mission Foundation
L'Arch Mission Foundation est un organisme sans but lucratif dont la mission consiste à créer de nombreux dépôts redondants de connaissances humaines dans le Système solaire, y compris sur Terre.

## Mission
L'Arch Mission Foundation, organisme sans but lucratif régi par le paragraphe 501(c)(3) du code fiscal des États-Unis, a été fondée en 2015 par l'entrepreneur Nova Spivack et le penseur Nick Slavin, tous deux américains.
La fondation envisage de créer « plusieurs [...] bibliothèques de l'Arche qui conserveront et dissémineront la connaissance humaine à la fois dans le temps et l'espace au profit des générations futures ». Elle utilise la technique de stockage qui sert au mieux sa mission. En 2018, elle stocke les informations sur des disques de quartz modifiés par la technique de stockage optique de données 5D, média qui seraient lisibles pendant 14 milliards d'années, tout en étant insensibles aux rayons cosmiques et à des températures pouvant atteindre jusqu'à 1 000 °C,.

## Activités

### Solar Library
En tant que preuve de concept du procédé de stockage optique de données 5D, l'Arch Mission Foundation a fait graver sur cinq disques la trilogie Cycle de Fondation d'Isaac Asimov, qui pèse environ 3 mégaoctets (Mo), même si chaque disque peut stocker jusqu'à 360 téraoctets (To). Les disques ont été créés par Peter Kazansky de l'Optoelectronics Research Centre à l'université de Southampton, inventeur du procédé qui est membre du conseil scientifique de l'Arch Mission Foundation. Les disques seraient les objets de stockage les plus durables jamais créés par l'homme.
En décembre 2017, lorsque le cofondateur Novak Spivack apprend que la société SpaceX veut lancer une voiture Tesla dans l'espace, il contacte son PDG Elon Musk qui réagit aussitôt favorablement, parce qu'il admire la trilogie d'Asimov. Musk reçoit plus tard le disque 1.1 pour son usage personnel,. Le disque 1.2, appelé « Solar Library », est la première bibliothèque spatiale permanente et devrait orbiter dans le Système solaire pendant quelques millions d'années. Déposé dans la Tesla d'Elon Musk, la Solar Library a été lancée le 6 février 2018 lors du vol inaugural de la fusée Falcon Heavy.

### Orbital Library
L'Arch Mission Foundation espère pouvoir semer des millions, peut-être des milliards, d'archives un peu partout dans le Système solaire. Elle veut monter une bibliothèque permanente sur la Lune et sur Mars,. Elle croit même que les disques gravés par le procédé de stockage optique de données 5D, de masses négligeables, seraient un moyen efficace pour transmettre de grandes quantités de données entre la Terre et Mars, comparativement aux transmissions radio. À plus long terme, elle souhaite créer un réseau de communication qui relierait les bibliothèques de l'Arch Mission Foundation à travers le Système solaire. Ces bibliothèques seraient constituées de documents issus de Wikipédia, du Project Gutenberg, des travaux sur le génome humain et d'autres ensembles de connaissances open data. La fondation prétend que si une civilisation trouve, puis lit les disques, son niveau technologique sera déjà avancé ; elle a donc décidé de ne pas transmettre d'informations de nature scientifique. 
En octobre 2018, une fusée Longue Marche 4B Y34 décolle de la base de lancement de Taiyuan à Xinzhou, en Chine, convoyant un satellite pour la société SpaceChain. Il contient également un petit disque de cristaux de quartz sur lequel ont été gravées des pages de Wikipédia, la première pièce du projet Orbital Library. Le succès de la mise en orbite est annoncé le 1er février 2019. Nova Spivack explique alors dans un communiqué de l'association : 